# Islas de Los
Las islas de Los (del francés: Îles de Los) son un grupo de pequeñas islas costeras de origen volcánico del océano Atlántico pertenecientes a Guinea, localizadas en la costa de África Occidental, frente a la capital Conakri.

## Nombre
Los primeros navegantes portugueses llamaron al grupo Ilhos dos Idolos («islas de los ídolos», por el culto local a varios dioses), de ahí su nombre actual de Îles de Los.

## Geografía
El archipiélago está formado por tres islas principales: Tamara (donde está la localidad de Fotoba), Kassa y Roume, mientras que  Corail, Blanche y Cabris son tres islotes más pequeños localizados más al sur. Tamara tiene 13 km de largo y una anchura de 1,6-3 km, siendo su punto más elevado de 152 m. Una parte de la ciudad de Conakri se encuentra en lo que fue la isla Tumbo, ahora unida a la península en la que se encuentra la capital de Guinea.
Las islas son conocidas por sus playas y bosques interiores y son un destino popular entre los turistas. Al archipiélago se accede en barcos que zarpan desde de Conakri.

## Historia
Las islas han estado ocupadas desde hace mucho tiempo y hasta bien entrado el siglo XX miembros de la tribu de los baga acudían anualmente a estas islas para llevar a cabo procesiones, llevando ofrendas a sus dioses, como a Nimba, la diosa de la fertilidad.
El primer europeo del que se tiene constancia que llegó a estas islas fue el navegante portugués António Fernandes en 1446, pero solo a partir del siglo XVI, las islas fueron usadas como puesto comercial, pero sin asentamientos permanentes. Roume fue un notorio centro del comercio de esclavos, y en Tamara, en 1812, los británicos construyeron una prisión. En 1818, Sir Charles MacCarthy, entonces gobernador de Sierra Leona, adquirió el grupo de islas a la tribu de los baga. Las islas estuvieron hasta 1904 en la esfera de influencia británica, que las cedió a Francia en un acuerdo a cambio de la renuncia francesa a los derechos de pesca en Terranova y Labrador. Desde la independencia de Guinea en 1958, las islas se encuentran en ese estado.
A partir de 1949 se explotaron en las islas algunos yacimientos de bauxita, que se agotaron en 1966, aunque en Tamara se trabajaron desde 1967 hasta 1972.

## Trivia
Se dice que la novela La isla del tesoro (1881-82) de Robert Louis Stevenson está inspirada en la isla de Roume.